# Liste der Wappen im Landkreis Schmalkalden-Meiningen
Diese Liste erfasst alphabetisch geordnet die Wappen der Städte und Gemeinden des Landkreises Schmalkalden-Meiningen in Thüringen (Deutschland). 

Wappen des Landkreises Schmalkalden-Meiningen
Der Landkreis Schmalkalden-Meiningen in Thüringen
Der Landkreis Schmalkalden-Meiningen in Deutschland

## Wappen der Städte und Gemeinden
- Gemeinde
Belrieth[1]
- Gemeinde
Birx
- Gemeinde
Breitungen/Werra[2]
- Stadt
Brotterode-Trusetal[3]
- Gemeinde
Christes
- Gemeinde
Dillstädt
- Gemeinde
Einhausen
- Gemeinde
Ellingshausen
- Gemeinde
Erbenhausen
- Gemeinde
Fambach[4]
- Gemeinde
Floh-Seligenthal[5]
- Gemeinde
Frankenheim/Rhön
- Gemeinde
Friedelshausen
- Gemeinde
Grabfeld[6]
- Stadt
Kaltennordheim
- Gemeinde
Kühndorf
- Gemeinde
Leutersdorf
- Gemeinde
Mehmels
- Kreisstadt
Meiningen[7]
- Gemeinde
Neubrunn
- Stadt
Oberhof
- Gemeinde
Obermaßfeld-Grimmenthal
- Gemeinde
Oberweid
- Gemeinde
Rhönblick
- Gemeinde
Rippershausen[8]
- Gemeinde
Ritschenhausen
- Gemeinde
Rohr
- Gemeinde
Rosa
- Gemeinde
Roßdorf
- Stadt
Schmalkalden[9]
- Gemeinde
Schwallungen
- Gemeinde
Schwarza
- Stadt
Steinbach-Hallenberg[10]
- Gemeinde
Untermaßfeld[11]
- Gemeinde
Utendorf
- Gemeinde
Vachdorf
- Stadt
Wasungen[12]
- Stadt
Zella-Mehlis[13]

## Wappen ehemaliger Städte und Gemeinden

Stadt Kaltennordheim Ortsteil Andenhausen
Stadt Steinbach-Hallenberg Ortsteil Altersbach

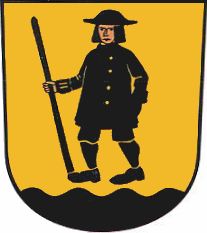
Gemeinde Grabfeld Ortsteil Bauerbach
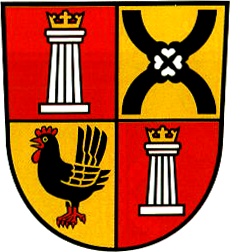
Gemeinde Grabfeld Ortsteil Behrungen
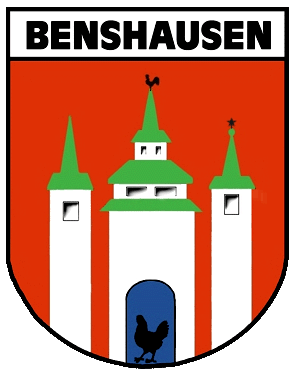
Stadt Zella-Mehlis Ortsteil Benshausen
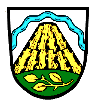
Stadt Steinbach-Hallenberg Ortsteil Bermbach
Gemeinde Rhönblick Ortsteil Bettenhausen
Stadt Brotterode-Trusetal Ortsteil Brotterode
Gemeinde Grabfeld Ortsteil Exdorf
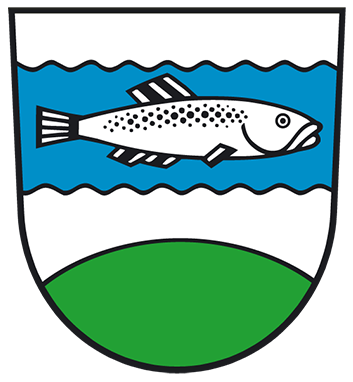
Stadt Kaltennordheim Ortsteil Fischbach
Gemeinde Grabfeld Ortsteil Jüchsen
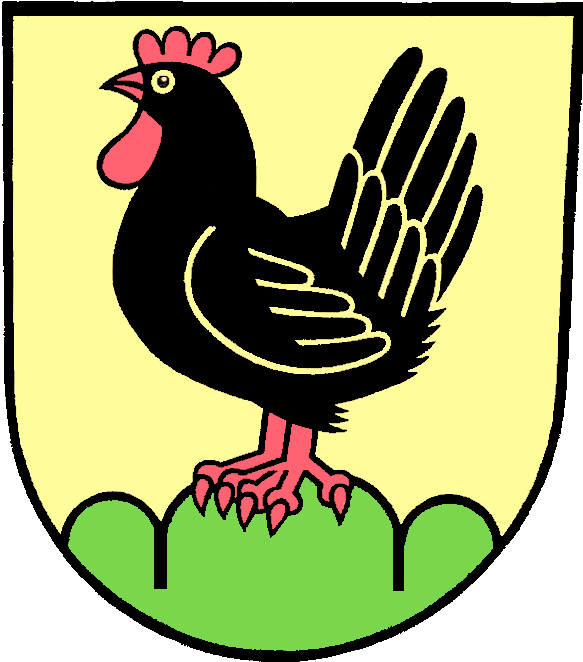
Stadt Meiningen Ortsteil Henneberg
Stadt Kaltennordheim Ortsteil Kaltensundheim
Stadt Kaltennordheim Ortsteil Kaltenwestheim
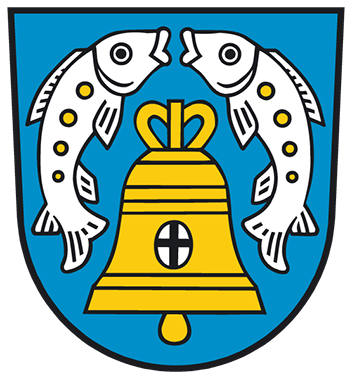
Stadt Kaltennordheim Ortsteil Klings
Stadt Kaltennordheim Ortsteil Melpers
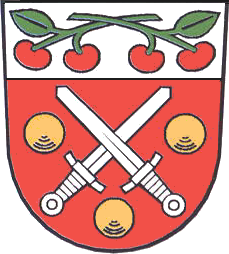
Stadt Wasungen Ortsteil Metzels
Stadt Schmalkalden Ortsteil Mittelstille
Stadt Kaltennordheim Ortsteil Oberkatz
Stadt Steinbach-Hallenberg Ortsteil Oberschönau
Stadt Wasungen Ortsteil Oepfershausen
Gemeinde Grabfeld Ortsteil Rentwertshausen
Stadt Steinbach-Hallenberg Ortsteil Rotterode
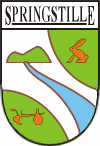
Stadt Schmalkalden Ortsteil Springstille
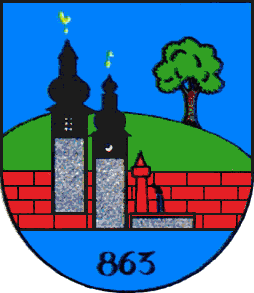
Stadt Meiningen Ortsteil Stepfershausen
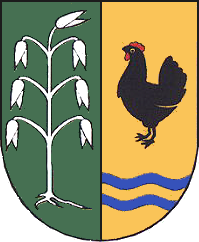
Stadt Meiningen Ortsteil Sülzfeld
Stadt Brotterode-Trusetal Ortsteil Trusetal
Stadt Wasungen Ortsteil Unterkatz
Stadt Steinbach-Hallenberg Ortsteil Unterschönau
Stadt Steinbach-Hallenberg Ortsteil Viernau
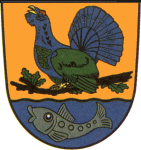
Stadt Wasungen Ortsteil Wahns
Stadt Meiningen Ortsteil Wallbach
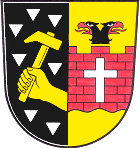
Stadt Meiningen Ortsteil Walldorf
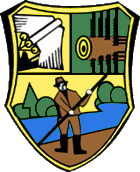
Stadt Schmalkalden Ortsteil Wernshausen
Gemeinde Grabfeld Ortsteil Wölfershausen
Gemeinde Grabfeld Ortsteil Wolfmannshausen
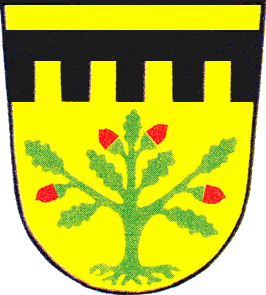
Gemeinde Grabfeld
 Ortsteil Bauerbach
Gemeinde Grabfeld
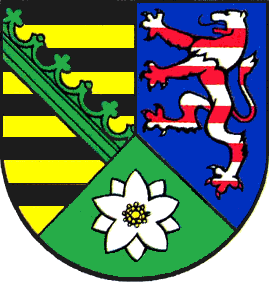
Gemeinde Breitungen/Werra
Ortsteil Behrungen[14]
- Stadt Zella-Mehlis
Ortsteil Benshausen[15]
- Stadt Steinbach-Hallenberg
Ortsteil Bermbach
- Gemeinde Rhönblick
Ortsteil Bettenhausen
Stadt Brotterode-Trusetal Ortsteil Brotterode[16]
Gemeinde Grabfeld
Ortsteil Exdorf
- Stadt Kaltennordheim
Ortsteil Fischbach
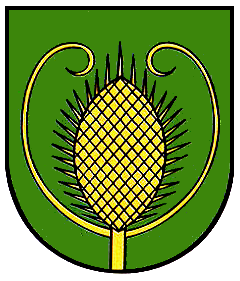
Gemeinde Grabfeld
Ortsteil Jüchsen[17]
- Stadt Meiningen
Ortsteil Henneberg
- Stadt Kaltennordheim
Ortsteil Kaltensundheim
- Stadt Kaltennordheim
Ortsteil Kaltenwestheim
- Stadt Kaltennordheim
Ortsteil Klings
- Stadt Kaltennordheim
Ortsteil Melpers
- Stadt Wasungen
Ortsteil Metzels
- Stadt Schmalkalden
Ortsteil Mittelstille[18]
- Stadt Kaltennordheim
Ortsteil Oberkatz
- Stadt Steinbach-Hallenberg
Ortsteil Oberschönau
- Stadt Wasungen
Ortsteil Oepfershausen
Gemeinde Grabfeld
Ortsteil Rentwertshausen[19]
- Stadt Steinbach-Hallenberg
Ortsteil Rotterode
- Stadt Schmalkalden
Ortsteil Springstille
- Stadt Meiningen
Ortsteil Stepfershausen
- Stadt Meiningen
Ortsteil Sülzfeld
- Stadt Brotterode-Trusetal
Ortsteil Trusetal
- Stadt Wasungen
Ortsteil Unterkatz
- Stadt Steinbach-Hallenberg
Ortsteil Unterschönau
- Stadt Steinbach-Hallenberg
Ortsteil Viernau[20]
- Stadt Wasungen
Ortsteil Wahns
- Stadt Meiningen
Ortsteil Wallbach
- Stadt Meiningen
Ortsteil Walldorf
- Stadt Schmalkalden
Ortsteil Wernshausen
Gemeinde Grabfeld Ortsteil Wölfershausen
Gemeinde Grabfeld
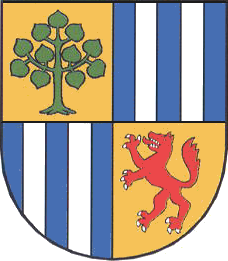
Gemeinde Fambach
Gemeinde Floh-Seligenthal
Gemeinde Frankenheim/Rhön
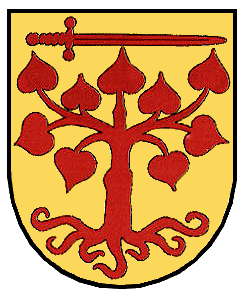
Gemeinde Friedelshausen
Gemeinde Grabfeld
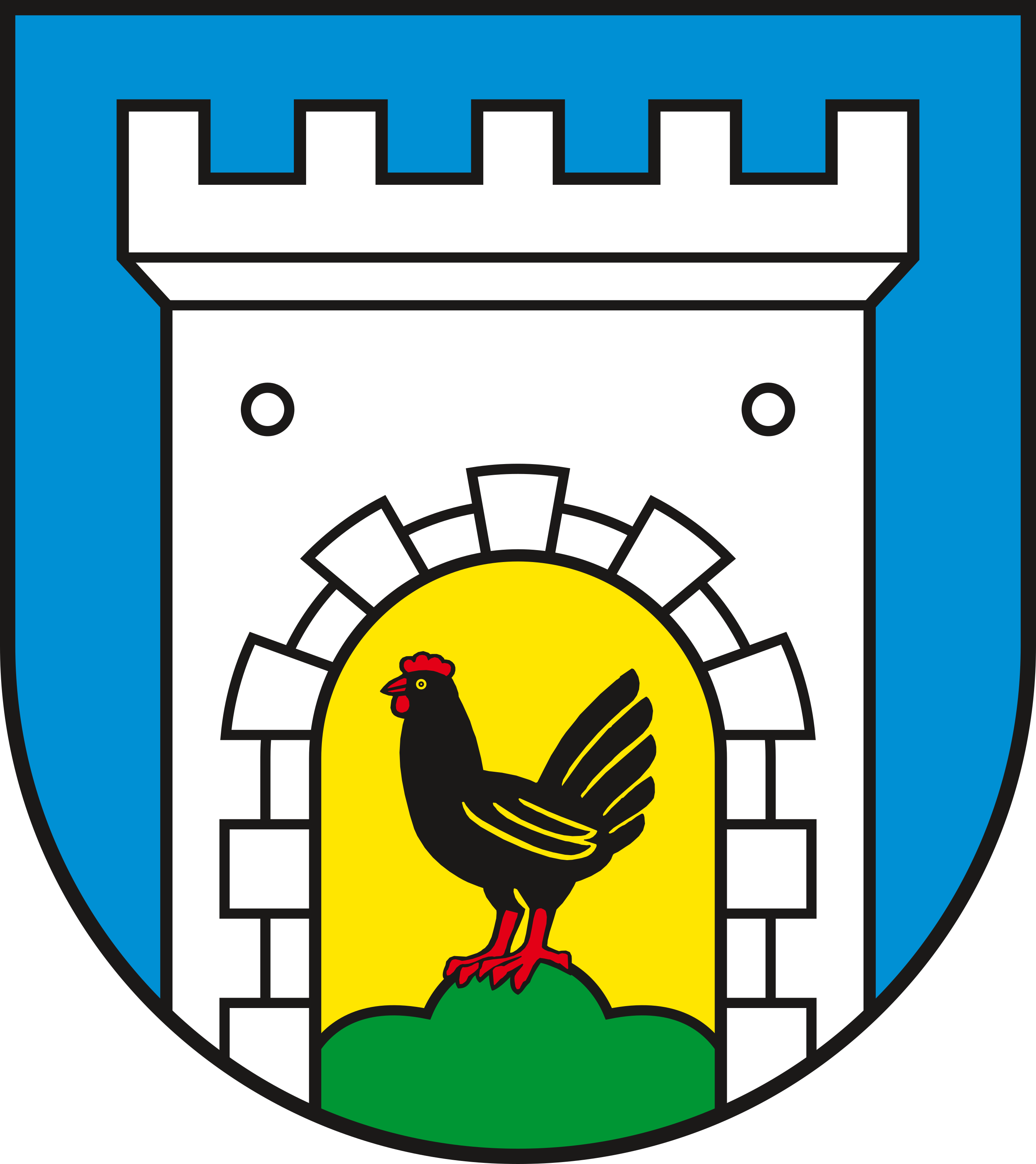
Stadt Kaltennordheim
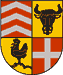
Gemeinde Kühndorf
Gemeinde Leutersdorf
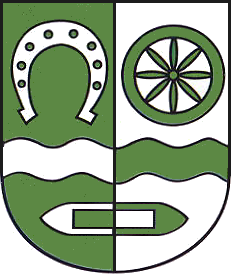
Gemeinde Mehmels
Kreisstadt Meiningen
Gemeinde Neubrunn
Stadt Oberhof
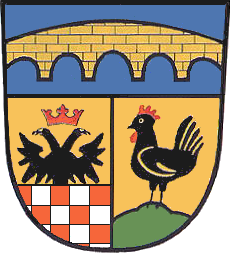
Gemeinde Obermaßfeld-Grimmenthal
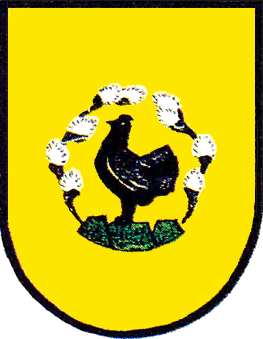
Gemeinde Oberweid
Gemeinde Rhönblick
Gemeinde Rippershausen
Gemeinde Ritschenhausen
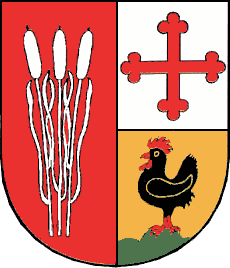
Gemeinde Rohr
Gemeinde Rosa
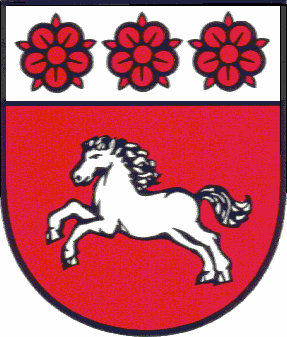
Gemeinde Roßdorf
Stadt Schmalkalden
Gemeinde Schwallungen
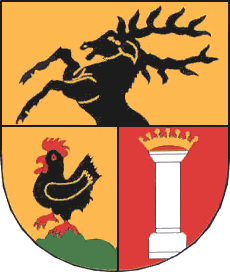
Gemeinde Schwarza
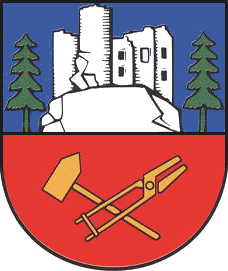
Stadt Steinbach-Hallenberg
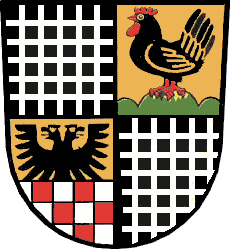
Gemeinde Untermaßfeld
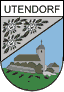
Gemeinde Utendorf
Gemeinde Vachdorf
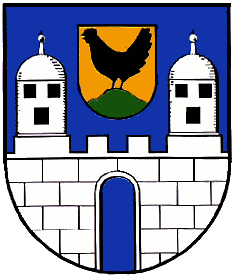
Stadt Wasungen
Stadt Zella-Mehlis
Ortsteil Wolfmannshausen

## Blasonierungen
1. ↑  Belrieth: „Das Gemeindewappen zeigt in Gold im Schildhaupt einen fünflätzigen schwarzen Turnierkragen, darunter eine grüne ausgerissene Eiche mit roten Früchten.“ (Hauptsatzung der Gemeinde Belrieth, § 2, Abs.1 (Memento des Originals vom 29. September 2007 im Internet Archive)  Info: Der Archivlink wurde automatisch eingesetzt und noch nicht geprüft. Bitte prüfe Original- und Archivlink gemäß Anleitung und entferne dann diesen Hinweis.)
2. ↑  Breitungen: „Im Göpelschnitt vorn in Gold fünf mit einer grünen Ranke belegte schwarze Balken, hinten auf blauem Grund ein aufgerichteter von Rot und Silber neunmal geteilter Löwe und in der Spitze auf grünem Grund eine golden besamte, silberne Seerose.“ (Hauptsatzung. § 2, Abs.1 (Memento des Originals vom 26. Mai 2019 im Internet Archive)  Info: Der Archivlink wurde automatisch eingesetzt und noch nicht geprüft. Bitte prüfe Original- und Archivlink gemäß Anleitung und entferne dann diesen Hinweis.)
3. ↑  Brotterode-Trusetal: „Das Wappen der Stadt Brotterode-Trusetal zeigt in Grün unter einem schwebenden, siebenfach gewellten Wellenbalken vorn gekreuzte goldene Hammer und Schlägel pfahlweise belegt mit einem goldenen Meißel und hinten goldene, in den Vierpass gestellte Schneidblätter.“
4. ↑  Fambach: „Geviert von Gold und Blau; im Feld 1 eine grüne Linde, im Feld 2 und 3 je zwei silberne Pfähle, im Feld 4 ein roter Wolf mit silberner Bewehrung.“ (Homepage (Memento des Originals vom 20. Juli 2006 im Internet Archive)  Info: Der Archivlink wurde automatisch eingesetzt und noch nicht geprüft. Bitte prüfe Original- und Archivlink gemäß Anleitung und entferne dann diesen Hinweis.)
5. ↑  Floh-Seligenthal: „Halbgespalten und geteilt; oben vorn in Silber eine grüne Fichte, beseitet von je einer kleineren grünen Fichte; das linke obere Feld ist neunmal von Rot und Silber geteilt und mit einem blauen schräglinken Wellenbalken belegt, im unteren Feld in Silber ein gemauerter roter Brückenbogen über gekreuzten schwarzen Hammer und Schlägel.“
6. ↑  Grabfeld: „Geviert von Blau und Silber; oben vorn ein silberner Reiter mit Lanze und Rundschild, darauf eine Sonne; unten hinten eine silberne Henne auf einem Dreiberg; oben hinten und unten vorn je ein roter Buchenzweig mit drei Blättern und einer Frucht.“ (Grabfeld, Homepage)
7. ↑  Meiningen: „Im einfachen, unten gerundeten Schild in Blau eine von fünf silbernen rotbedachten Türmen überragte silberne Stadtmauer, in deren offenem Tor auf goldenem Grund eine rot bewährte nach rechts gewandte schwarze Henne auf grünem Dreiberg steht.“ (Hauptsatzung. § 2, Abs.2)
8. ↑  Rippershausen: „Von Gold und Blau gespalten, vorn ein schwarzer aufrechter Wolf, hinten ein rot-silber geschachter Balken über einem silbernen liegenden Halbmond, dieser an seinen Spitzen mit je einem goldenen sechsstrahligen Stern besteckt ist.“ (Hauptsatzung. § 2, Abs.1; PDF; 29 kB)
9. ↑  Schmalkalden: „In Rot eine zweitürmige silberne Burg mit blauem Dach und vier goldenen Turmknäufen, im offenen Tor ein gespaltener Schild, darin vorn in Gold eine schwarze Henne mit rotem Kamm und roten Lappen auf grünem Dreiberg, hinten in Blau ein neunmal von Silber und Rot geteilter, golden gekrönter Löwe.“ (Hauptsatzung. § 2, Abs.1 (Seite nicht mehr abrufbar, festgestellt im April 2019. Suche in Webarchiven)  Info: Der Link wurde automatisch als defekt markiert. Bitte prüfe den Link gemäß Anleitung und entferne dann diesen Hinweis.)
10. ↑  Steinbach-Hallenberg: „Geteilt von Blau über Rot; oben zwischen zwei grünen Tannen eine silberne Burgruine auf silbernem Felsen; unten schräggekreuzt goldener Hammer und goldene Schmiedezange.“ (Lexikon Städte und Wappen der DDR, VEB Bibliographisches Institut Leipzig, Hrsg.: Heinz Gröschel, 3. Auflage. 1985)
11. ↑  Untermaßfeld: „In Geviert und zeigt im ersten und vierten Feld ein silbernes Gitter auf schwarzem Grund; das zweite Feld zeigt in Gold au einem grünen Ortsberg eine schwarze Henne mit rotem Kamm und rotem Lappen sowie roten Füßen; das dritte Feld ist geteilt und zeigt oben in Gold einen aufsteigenden schwarzen Doppeladler, unten einen silbern-roten Schach.“ (Hauptsatzung. § 2, Abs.1; PDF; 28 kB)
12. ↑  Wasungen: „In Blau eine silberne Burg mit offenem Tor und zwei Krüppeltürmen; zwischen ihnen schwebend ein goldener Schild, darin eine schwarze Henne auf einem Dreiberg.“
13. ↑  Zella-Mehlis: „Geviert von Silber und Blau; im Feld 1: ein wachsender rotgekleideter nimbierter Heiliger, der in der rechten Hand einen goldenen Bischofsstab und in der linken zwei gekreuzte brennende goldene Kerzen hält, Feld 2: eine schrägrechtsgelegte silberne Armbrust, Feld 3: zwei gekreuzte silberne Bergeisen, Feld 4: eine wachsende rotgekleidete nimbierte Heilige, in den Händen ein goldenes Schalgefäß haltend.“ (Hauptsatzung. § 2, Abs.2)
14. ↑  Behrungen: „Geviert in Rot und Gold; im Feld 1 und 4 je eine silberne Säule mit goldener Krone, im Feld 2 zwei schwarze, aufeinanderstehende Halbkreise, im Volksmund Feuerblöcke genannt, mit Öffnungennach oben und unten, deren Berührungspunkte mit vier silbernen, schwarz bordierten Herzen im Vierpass belegt sind, im Feld 3 eine schwarze rotbewehrte Henne mit rotem Kamm und roten Lappen.“ (Hauptsatzung. § 2, Abs.1)
15. ↑  Benshausen: „In Rot drei hellgrün bedachte Türme. Die Bedachung des linken Turmes läuft spitz aus. Der mittlere höchste Turm ist als Torturm mit blauer Öffnung dargestellt und trägt auf seiner Spitze einen goldenen Wetterhahn. Der rechte Turm trägt eine Kugel mit einem Stern. Vor der Toröffnung ist eine schwarze schreitende Henne abgebildet. Das Wappen enthält die Beschriftung "Benshausen". “ (Hauptsatzung. § 2, Abs.1 (Memento des Originals vom 29. September 2007 im Internet Archive)  Info: Der Archivlink wurde automatisch eingesetzt und noch nicht geprüft. Bitte prüfe Original- und Archivlink gemäß Anleitung und entferne dann diesen Hinweis.)
16. ↑  Brotterode: „In Grün zwei gekreuzte goldene Berghämmer, belegt mit einem goldenen Meißel.“
17. ↑  Jüchsen: „In Grün mit einem goldenen Herzschild mit einer rot bewehrten schwarzen Henne auf einem schwarzen Dreiberg, ein goldener Balken, belegt mit einem blauen Wellenbalken; darüber zwei goldene Sparren und darunter ein goldener Sparren.“ (Hauptsatzung. § 2, Abs.1)
18. ↑  Mittelstille: „In Rot mit silbernem Spitzenschildhaupt und goldenem Schildfuß, darin ein blauer Wellenbalken, vorn ein goldenes Eichenblatt und hinten ein goldenes Buchenblatt.“
19. ↑  Rentwertshausen: „Gespalten durch eine eingebogene silberne Spitze mit zwei gestürzten roten Sparren; vorn in Gold ein gestürzter grüner Buchenzweig mit fünf Blättern, hinten in Gold eine schwarze Henne mit goldenem Schnabel und roten Füßen, Kamm und Lappen auf einem grünen Dreiberg.“ (Hauptsatzung. § 2, Abs.1)
20. ↑  Viernau: „In Gold unter einem roten Schildhaupt, darin eine vierzähnige goldene Säge, ein schwarzer Rabe mit ausgebreiten Flügeln.“